# إريك بورنس
اريك بورنس (بالإنجليزية: Eric Burns)‏ هو مؤرخ وصحفي أمريكي، ولد في 29 أغسطس 1945.

## وصلات خارجية
- إريك بورنس على موقع IMDb (الإنجليزية)
- إريك بورنس على موقع إن إن دي بي (الإنجليزية)
- إريك بورنس على موقع قاعدة بيانات الفيلم (الإنجليزية)